# Partito Ortodosso
Il Partito Ortodosso (spagnolo: Partido Ortodoxo, anche noto come Partido del Pueblo Cubano) era un partito politico cubano, riformista e nazionalista.

## Storia
Il partito fu fondato nel 1947 da Eduardo Chibás, per combattere la corruzione del governo e dell'apparato statale, con atti marcatamente riformisti. I suoi obbiettivi principali erano la chiusura delle basi militari americane, al fine di garantire una piena sovranità nazionale; creare uno stato semi-autarchico per garantire l'indipendenza economica e maggiori riforme sociali, al fine di combattere la povertà. 
Alle elezioni cubane del 1948, il Partito Ortodosso conquistò 4 seggi alla camera e nessuno al senato, arrivando come terzo partito nazionale. Nelle elezioni di medio termine del 1950, il partito venne preso in mano dal cugino di Chibás, Roberto Agromonte, che i sondaggi davano per favorito per la vittoria nelle elezioni del 1952. 
Tuttavia, il "golpe bianco" di Fulgencio Batista in tali elezioni causò lo scioglimento del partito, i cui membri aderirono quasi tutti ai gruppi rivoluzionari anti-Batista.
Di questo partito faceva parte anche il giovane studente universitario Fidel Castro che in seguito ad una rivoluzione avrebbe instaurato sull'isola un regime comunista.
| Controllo di autorità | VIAF (EN) 132597260 · LCCN (EN) n85280062 · J9U (EN, HE) 987007444102805171 |